# Summer Britcher
Summer Britcher (født 21. marts 1994 i Baltimore i Maryland) er en amerikansk kælker. 
Hun deltog i Vinter-OL 2014 i Sotsji, hvor hun blev nummer 15 i single. Hun deltog også i vinter-OL 2018 i Pyeongchang, Sydkorea. 